# وادي نياندرتال

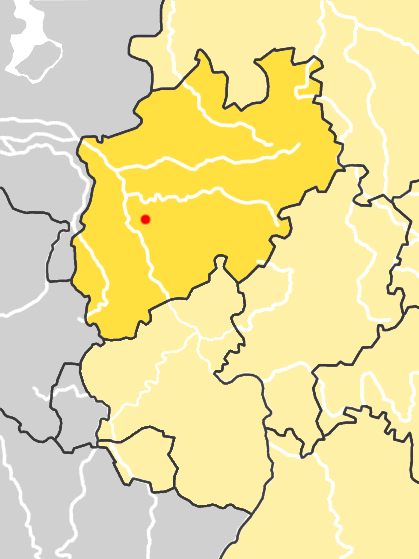
موقع الوادي في ألمانيا

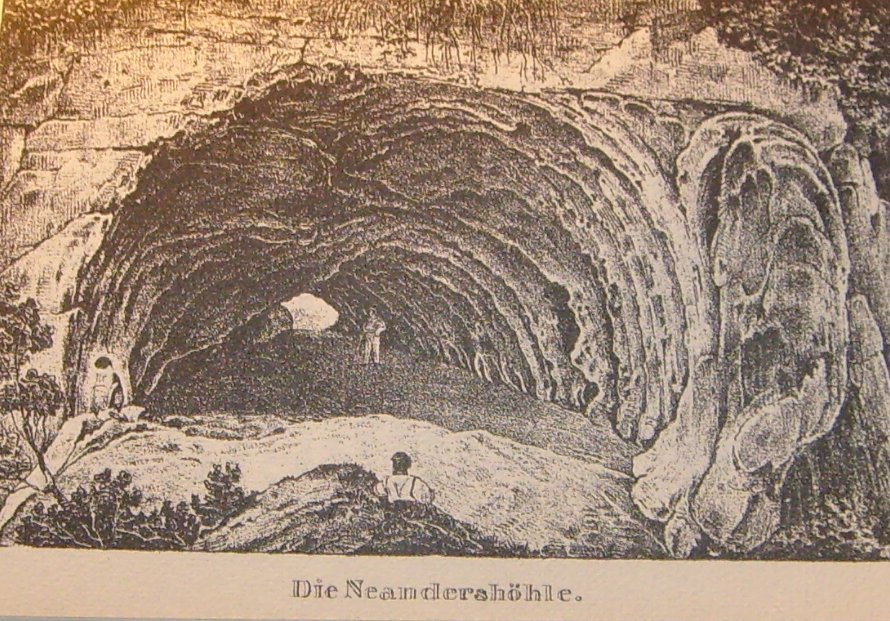
مدخل المغارة التحتي التي كان يعيش فيها إنسان نياندرتال، رسم ليثوغرافي لـ "بونغارد" 1835.

نياندرتال هو وادي صغير لنهر دوسيل الواقع في ولاية شمال الراين-وستفاليا الألمانية وتبعد المنطقة حوالي 12 كيلومتر إلى الشرق من عاصمة الولاية دوسلدورف . كان الحجر الجيري يستخرج من تلك المنطقة وأصبحت المنطقة معروفة في العام 1856، عندما تم اكتشاف نياندرتال 1 الذي يعتبر أحد أنواع جنس هومو الذي استوطن أوروبا وأجزاء من غرب آسيا وآسيا الوسطى. أول آثار نياندرتال البيئية ظهرت في أوروبا تعود لحوالي 350,000 سنة مضت.